# Ratolí de Xipre
El ratolí de Xipre (Mus cypriacus) és una espècie de rosegador de la família dels múrids. És endèmic de Xipre, on viu a altituds d'entre 300 i 900 msnm. Els seus hàbitats naturals són els camps de conreu abandonats i les zones de bosc properes als rius. És una espècie en risc mínim, és a dir, no sembla que hi hagi cap amenaça significativa per a la seva supervivència. El seu nom específic, cypriacus, significa ‘xipriota’ en llatí.